# Simian Mobile Disco
I Simian Mobile Disco sono un duo di produzione discografica e di musica elettronica britannico attivo dal 2005.

## Formazione
Il duo è composto da James Ford e Jas Shaw, quest'ultimo attivo anche nel gruppo Simian.

## Discografia
Album studio
- 2007 - Attack Decay Sustain Release
- 2009 - Temporary Pleasure
- 2012 - Unpatterns
- 2014 - Whorl
- 2016 - Welcome To Sideways
- 2018 - Murmurations

Album live
- 2008 - Live in Japan (solo in Giappone)
- 2013 - Live

Album remix
- 2008 - Sample and Hold

Raccolte
- 2010 - Delicacies

EP
- 2007 - Simian Mobile Disco EP (solo negli Stati Uniti)
- 2008 - Clock EP
- 2010 - Extra Pleasure
- 2012 - A Form of Change
- 2014 - Whorl Club Mixes EP
- 2014 - Wheels Within Wheels EP